# Samos: Oros Kerketefs - Mikro Kai Megalo Seitani - Dasos Kastanias Kai Lekkas, Akr. Katavasis - Limenas
Samos: Oros Kerketefs - Mikro Kai Megalo Seitani - Dasos Kastanias Kai Lekkas, Akr. Katavasis - Limenas este o arie protejată (arie specială de conservare — SAC, sit de importanță comunitară — SCI) din Grecia întinsă pe o suprafață de 6.721,08 ha, integral pe uscat.

## Localizare
Centrul sitului Samos: Oros Kerketefs - Mikro Kai Megalo Seitani - Dasos Kastanias Kai Lekkas, Akr. Katavasis - Limenas este situat la coordonatele 37°44′49″N 26°37′40″E / 37.747012°N 26.627886°E.

## Înființare
Situl Samos: Oros Kerketefs - Mikro Kai Megalo Seitani - Dasos Kastanias Kai Lekkas, Akr. Katavasis - Limenas a fost declarat sit de importanță comunitară în decembrie 1997 pentru a proteja 1 specie de plante și 1 specie de animale. Situl a fost protejat și ca arie specială de conservare în martie 2011.

## Biodiversitate
Situată în ecoregiunile marină mediteraneană și mediteraneană, aria protejată conține 14 habitate naturale: Straturi cu Posidonia (Posidonion oceanicae), Recifuri, Vegetație anuală la limita mareei, Faleze cu vegetație de Limonium spp. endemic de pe coastele mediteraneene, Dune mobile cu vegetație embrionară, Lande oro-mediteraneene cu formațiuni endemice de grozamă, Sarcopoterium spinosum phryganas, Pante stâncoase calcaroase cu vegetație casmofită, Peșteri inaccesibile publicului, Păduri de Cupressus (Acero-Cupression), Păduri de Platanus orientalis și Liquidambar orientalis (Platanion orientalis), Galerii și tufărișuri riverane sudice (Nerio-Tamaricetea și Securinegion tinctoriae), Păduri de Olea și Ceratonia, Păduri de pin mediteraneene cu pini mezogeni endemici.
La baza desemnării sitului se află mai multe specii protejate:
- plante (1): Consolida samia
- nevertebrate (1): Euplagia quadripunctaria

Pe lângă speciile protejate, pe teritoriul sitului au mai fost identificate 26 de specii de plante, 3 specii de mamifere.